# Parasetomima umbella
Parasetomima umbella är en tvåvingeart som beskrevs av Duckhouse 1968. Parasetomima umbella ingår i släktet Parasetomima och familjen fjärilsmyggor. Inga underarter finns listade i Catalogue of Life.